# El Palmar
El Palmar é um município da Guatemala do departamento de Quetzaltenango.